# 寂寞旅程
寂寞旅程（英文：Lonely Among Us）是美国科幻电视剧星际旅行：下一代的第一季第七集。在这一集中，联邦星舰进取号接到了护送两个互相仇视的种族到中立星球谈判的任务，但在任务途中，一股神秘力量窜到了企业号中，一些船员做出了出乎意料的举动，甚至有船员因此丧命，这股力量也将企业号置于危险当中。

## 剧情
联邦星舰进取号接到了星际联邦的任务委派的调停任务。两个不同的种族都想加入星际联邦，但两方却仇深似海，企业号则要将他们接到一个中立星球进行和解谈判。在飞往中立星球的途中，企业号遇到了一片气体能量云，让-吕克·皮卡尔舰长下令直接穿过此能量云。但在穿越期间，一股能量窜入到企业号中，并潜伏在电路中。沃尔夫在检查探测器时被这股力量攻击，随机昏了个去。为其做全身检查的贝弗莉·柯洛夏医生在检查他时被这股能量控制。她随即来到舰桥，改变了航路，还破坏了企业号的电脑程序，使其曲速引擎失灵。一个工程师也被这股能量击中，直接死亡。经过几番周折，这股能量竟然控制住了皮卡尔舰长。这时的舰长被能量所控制，命令企业号返回到能量云中，并将自己传送到了太空中。企业号得船员本以为舰长必死无疑，但Data利用自己高超的技术将皮卡尔又传送了回来。这时的船长已经恢复了健康，并命令企业号全速前往中立星球。